# 13279 Gutman
A 13279 Gutman (ideiglenes jelöléssel 1998 QN43) a Naprendszer kisbolygóövében található aszteroida. A LINEAR projekt keretében fedezték fel 1998. augusztus 17-én.